# Rhinobatos petiti
Rhinobatos petiti är en rockeart som beskrevs av Paul Chabanaud 1929. Rhinobatos petiti ingår i släktet gitarrfiskar, och familjen Rhinobatidae. IUCN kategoriserar arten globalt som otillräckligt studerad. Inga underarter finns listade i Catalogue of Life.